# Formentera
Formentera je vedle Ibizy jeden ze dvou hlavních ostrovů Pityuských ostrovů, tvořících součást španělského autonomního společenství Baleáry. Je přibližně 19 kilometrů dlouhý, má rozlohu 83 km² a asi 10 500 obyvatel. Ostrov je dosažitelný pouze lodí z ostrova Ibiza, proto ho navštěvuje relativně málo turistů. Ostrov je relativně plochý a všechna místa jsou snadno dosažitelná na kole.
Centrem ostrova je Sant Francesc de Formentera (španělsky: San Francisco de Formentera), které spolu s osadami Sant Ferran de Ses Roques, El Pilar de La Mola, La Savina a Es Pujol, a dvěma ostrůvky illa de sa Torreta (také uváděn jako „S'Espalamdor“, katalánsky) a s'Espardell tvoří obec Formentera. Dříve tvořilo spolu s ostrovem Ibiza ostrovní oblast Ibiza a Formentera, od roku 2007 tvoří samostatnou ostrovní oblast.

## Dějiny

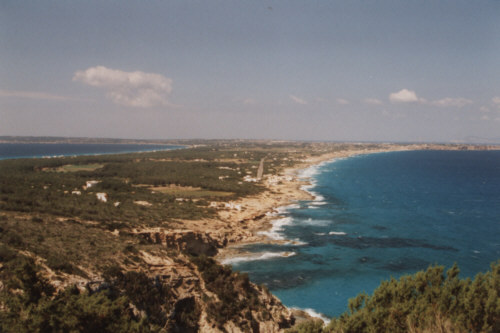
Krajina na ostrově Formentera

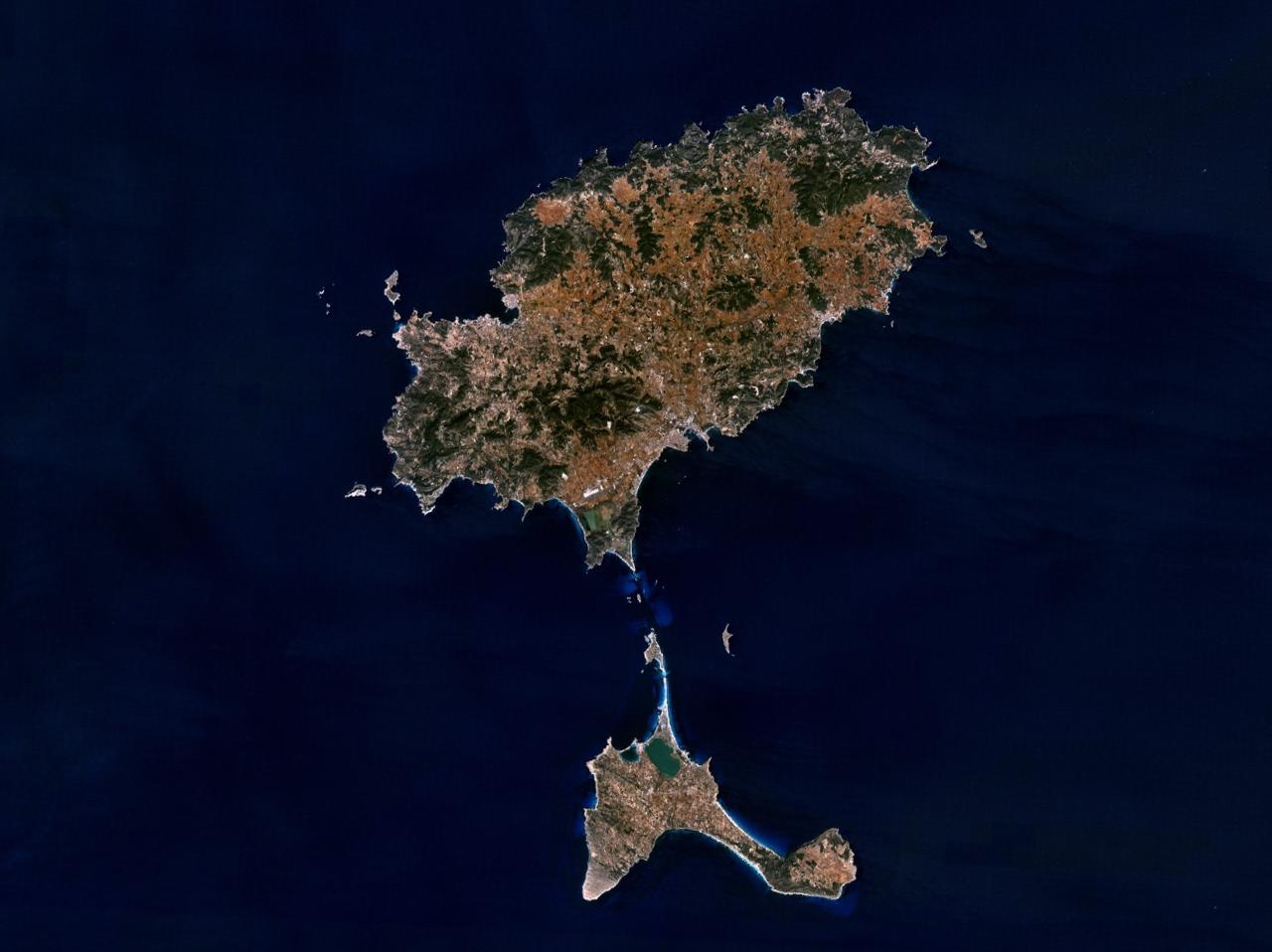
Satelitní snímek ostrovů Ibiza a Formentera

### Formentera vestarověku
Formentera byla osídlena už od prehistorických dob, zřejmě již v 2. tisíciletí př. n. l., jak dokazují zdejší megalitické hroby. Později, když Baleárské ostrovy ovládlo Kartágo se zde nenacházela žádná sídliště, což je o to víc překvapující, vzhledem k tomu, že Ibiza byla tou dobou významným centrem v západní části Středozemního moře. Od roku 123 př. n. l. byla Formentera spolu s ostatními Baleárskými ostrovy součástí Římské říše a zvyšoval se zde počet obyvatel, což dokládají mnohé archeologické nálezy. Římané nazývali ostrov Frumentaria (úrodná) a díky plodné půdě a zásobám vody ji využívaly pro pěstování obilí.

### obdobístředověkuanovověku
Roku 423 byla Římská říše vojensky poražena a všechny Baleárské ostrovy ovládli Vandalové a po nich roku 534 Byzantská říše. Roku 798 se ostrovů zmocnil Córdobský emirát (později chalifát). V roce 859 vydrancovali Formenteru spolu s Mallorcou a Menorcou Normané. Po pádu Córdobského chalifátu roku 1031 se Baleárské ostrovy staly součástí emirátu Valencie. Ten se pak stal roku 1085 součástí Almohadské říše. Roku 1235 dobyl Baleárské ostrovy aragonský král a zároveň barcelonský hrabě Jakub I. Aragonský, který je začlenil v rámci zemí Aragonské koruny do nově vytvořeného Mallorského království, jehož prvním králem se stal jeho syn Jakub II. Mallorský. Od té doby se zde prosazuje katalánská identita ostrovů. Roku 1344 ostrovy dobyla aragonská vojska, sesadila posledního krále Jakuba III. a ostrovy se staly přímou součástí Aragonského království a spolu s ním pak i součástí Španělska. S vysycháním zdrojů pitné vody začalo zemědělství ustupovat a vinou neustálých útoků pirátů se ostrov v 16. století nakonec úplně vylidnil a teprve o 200 let později byl z Ibizy opět osídlen.

## Kultura
Ostrov Formentera zmínil ve svém románu Na kometě francouzský spisovatel Jules Verne.